# Berberodes serraria
Berberodes serraria är en fjärilsart som beskrevs av William Schaus 1927. Berberodes serraria ingår i släktet Berberodes och familjen mätare. Inga underarter finns listade i Catalogue of Life.